# Fuzuli
Fuzuli (ázerbájdžánsky Füzuli) je okresní město v Ázerbájdžánu. Po první válce v Náhorním Karabachu bylo vyhnáno veškeré původní obyvatelstvo, město zničeno – a bylo městem duchů. Od října 2020 město opět zcela pod kontrolou Ázerbájdžánu, který začal rekonstrukci města a návrat obyvatelstva.

## Etymologie
Nejstarší dochovaný název města je Karabulag. V roce 1827 bylo město přejmenováno na Karjagino na počest plukovníka Pavla Karjagina. V roce 1959 došlo k přejmenování města k poctě básníka Muhammada Füzuliho.

## Geografie
Fuzuli se rozkládá na březích řeky Kuručaj (přítok Araksu), nachází se 32 km severozápadně od vlakového nádraží Horadiz a 310 km jihozápadně od Baku.

## Historie

### Ruské období
Až do roku 1827 bylo město známo jako Karabulag, než bylo přejmenováno na Karjagino k poctě ruského plukovníka Pavla Karjagina. Administrativně bylo město součástí Džebrajilského újezdu Ruského impéria. Jednalo se o ruské pevnostní město, kde převahu obyvatel tvořili ruští Molokani (v Rusku pronásledovaní křesťanští sektáři), později se zde usadili Ázerbájdžánci, Kurdové a Arméni. Ještě v roce 1896 většinu obyvatel města tvořili Rusové, ale již roku 1915 nabyli na převaze Ázerbájdžánci.
V roce 1872 vypukl mezi Molokany velký požár, shořelo 22 z 24 domů. Lidé zůstali bez domova. Obyvatelé okolních osad i přes rozdílné náboženství přispěchali ruským obětem požáru na pomoc.

### Sovětské období
Roku 1959 došlo k přejmenování Karjagina na Fuzuli podle slavného ázerbájdžánského básníka Muhammada Füzuliho. Během sovětského období bylo město centrum fuzulijského rajónu Ázerbájdžánské SSR.
Podle sovětského sčítání obyvatel v roce 1979 žilo ve městě 13 091 obyvatel, z toho 87 % byli Ázerbájdžánci a 7,4 % představovali Rusové a Ukrajinci. Populace města narostla k roku 1989 na 17 090 obyvatel.

### Arménské období
V důsledku Války v Karabachu bylo město pod správou arménských sil a stalo se součástí tzv. bezpečnostního pásu Náhorního Karabachu, který se nacházel mimo území Náhorního Karabachu. Podle administrativního dělení neuznané republiky Náhorní Karabach (později přejmenováno na Arcach) bylo Fuzuli v regionu Hadrut.
Ázerbájdžánské obyvatelstvo města bylo silou vysídleno z města, většina budov zničena a trosky zaminovány. Arméni trosky města přejmenovali na Varanda.

### Současnost
Během Války o Náhorní Karabach bylo město 17. října 2020 dobyto ázerbájdžánskými vojsky.
Dne 16. listopadu 2020 neobydlené ruiny města navštívil prezident Ilham Alijev a oznámil plány na rychlou obnovu Fuzuli ve funkční město. Prezident také položil základní kámen nově budované dálnice spojující Fuzuli s Šušou. Dálnice, která je prvním projektem rekonstrukce v Karabachu, bude dlouhá 101 km a dokončena má být v polovině roku 2022.
Dne 28. listopadu 2020 ve městě zahynuli čtyři ázerbájdžánští civilisté a pátý byl těžce zraněn, když svým vozem najeli na nastraženou arménskou minu.
Dne 5. ledna 2021 prezident Ilham Alijev oznámil, že Fuzuli musí být znovu zalidněné, převážně původními ázerbájdžánskými vysídlenci, kteří dnes žijí v jiných ázerbájdžánských městech. Za prioritu bylo také určeno, že ve městě má být postaveno nové mezinárodní letiště a má se začít s výstavbou železnice Horadiz–Fuzuli a následně Fuzuli–Šuša. Díky vzdálenosti cca 60 km Fuzuli–Šuša má být nové mezinárodní letiště hlavním spojem pro všechny, kdo budou chtít navštívit Šušu. Letiště bylo 26. října 2021 za přítomnosti tureckého prezidenta Erdoğana a ázerbájdžánského Alijeva slavnostně otevřeno.
V srpnu 2023 se přestěhovalo do Fuzuli prvních 23 rodin v rámci návratu vnitřně vysídlených osob. Na konci listopadu 2023 žilo ve Fuzuli již 1 106 obyvatel v rámci programu na návrat vysídlenců. V březnu 2024 byly do města přesídleny další rodiny a počet obyvatel tak dosáhl 2 245.

## Slavní rodáci
- Qara Qarayev (* 1992) – ázerbájdžánský fotbalista, roku 2014 se stal ázerbájdžánským fotbalistou roku.[18]
- Rauf Əliyev (* 1989) – ázerbájdžánský fotbalista, roku 2011 se stal ázerbájdžánským fotbalistou roku
- Səlahət Ağayev (* 1991) – ázerbájdžánský fotbalista

## Partnerská města
- Çorum, Turecko (2022)[19]

## Galerie

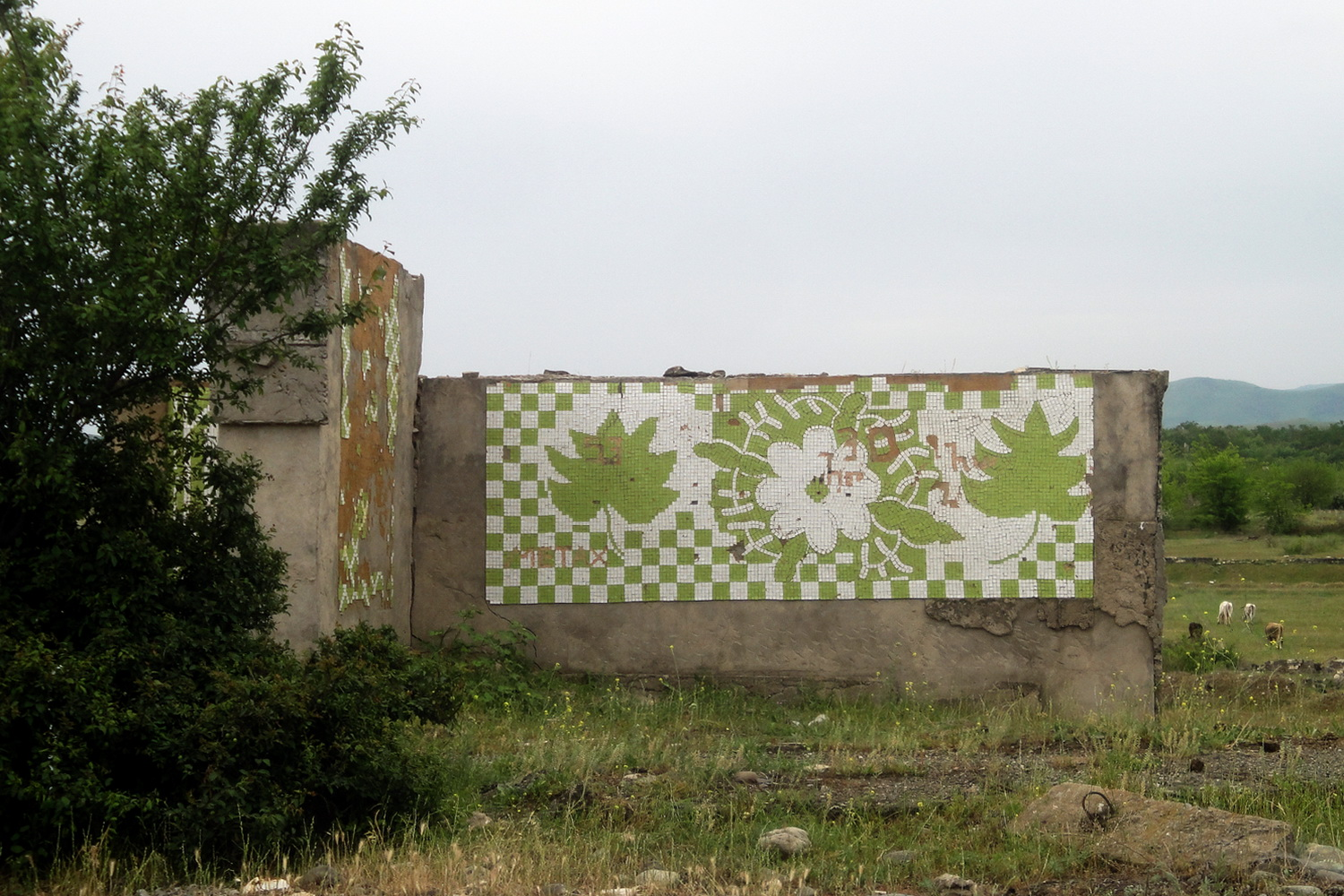
Stará autobusová zastávka ve Fuzuli
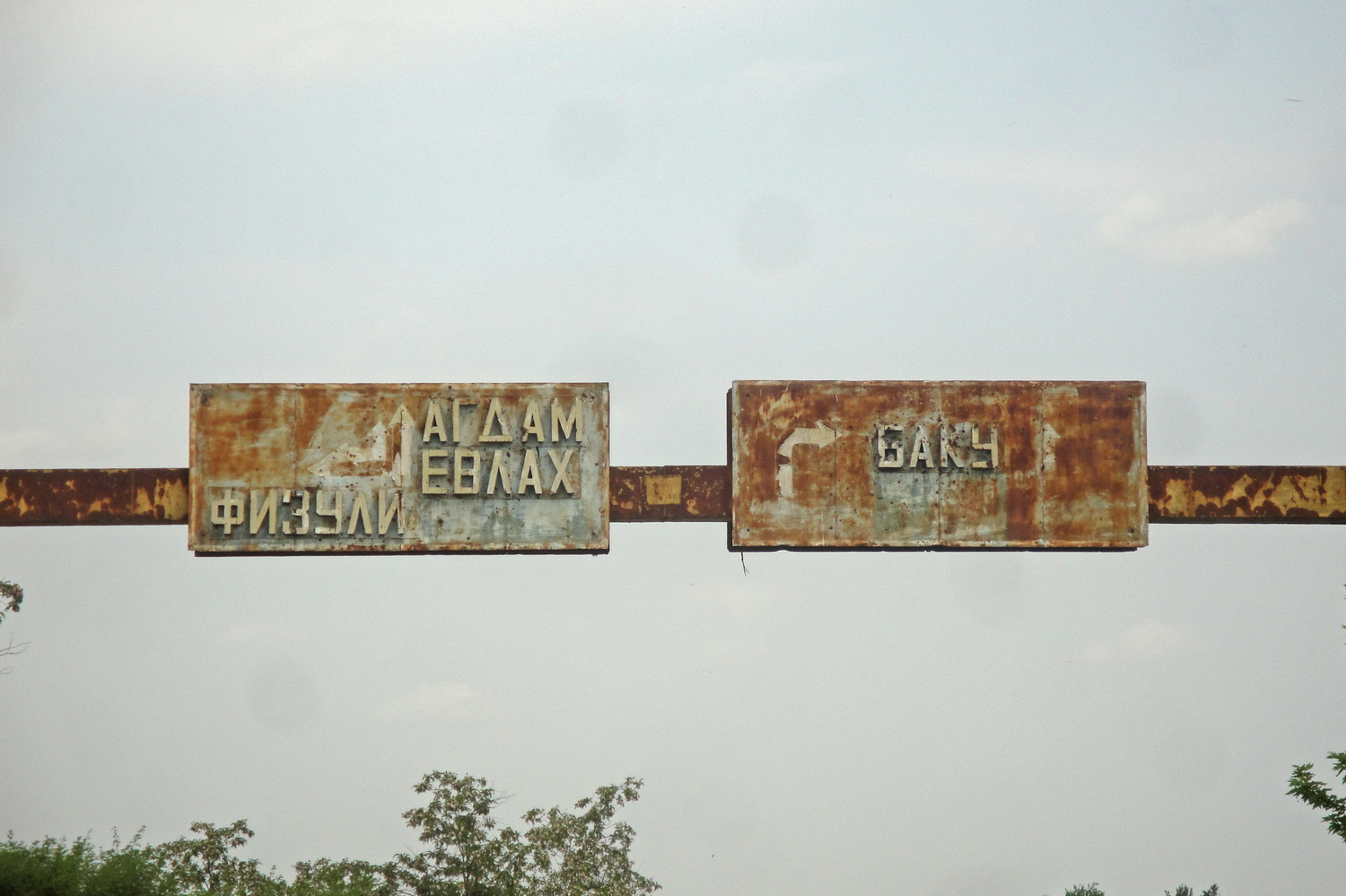
Staré dopravní značení ve Fuzuli
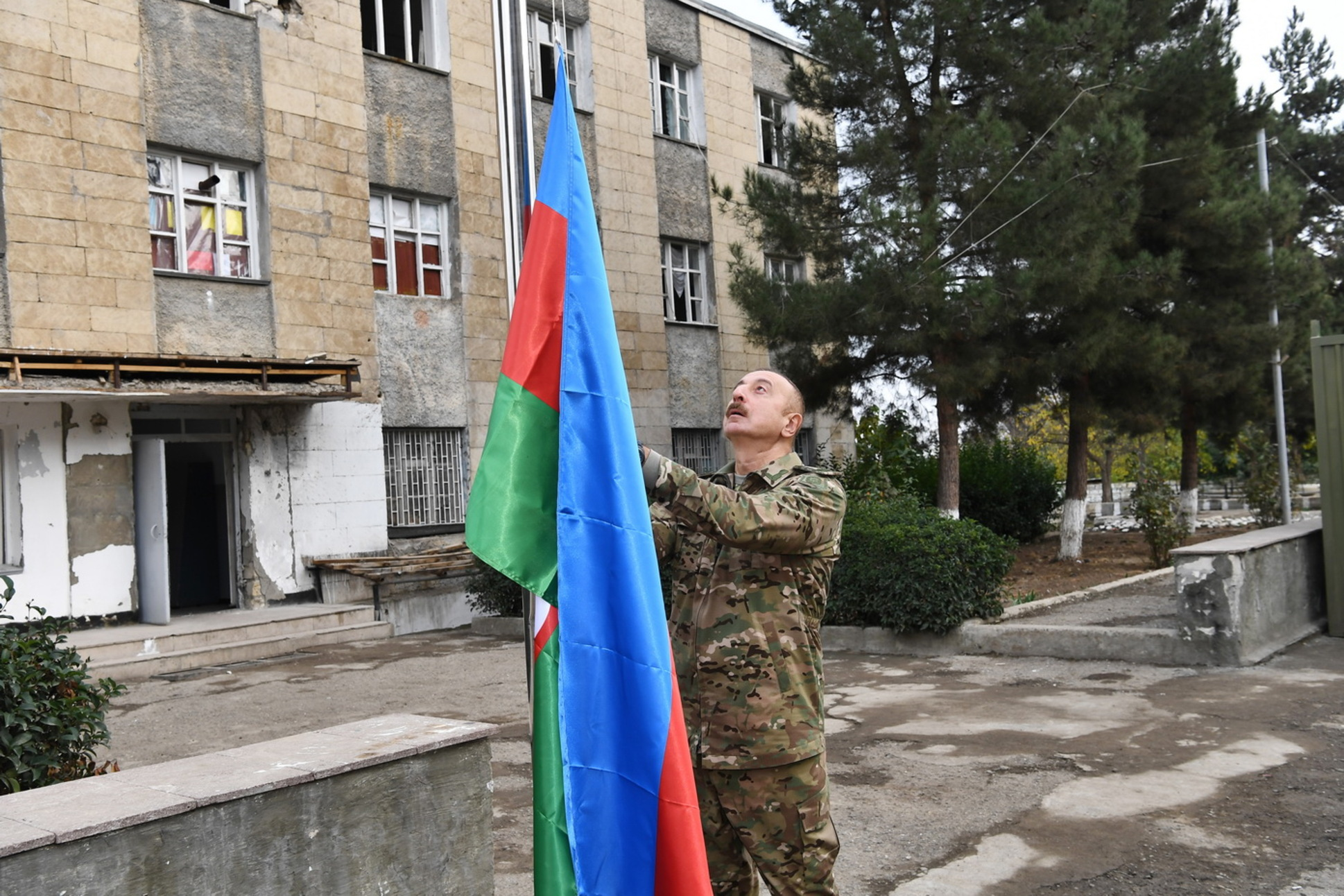
Ilham Alijev vztyčil ázerbájdžánskou vlajku ve městě Fuzuli, 16. listopadu 2020
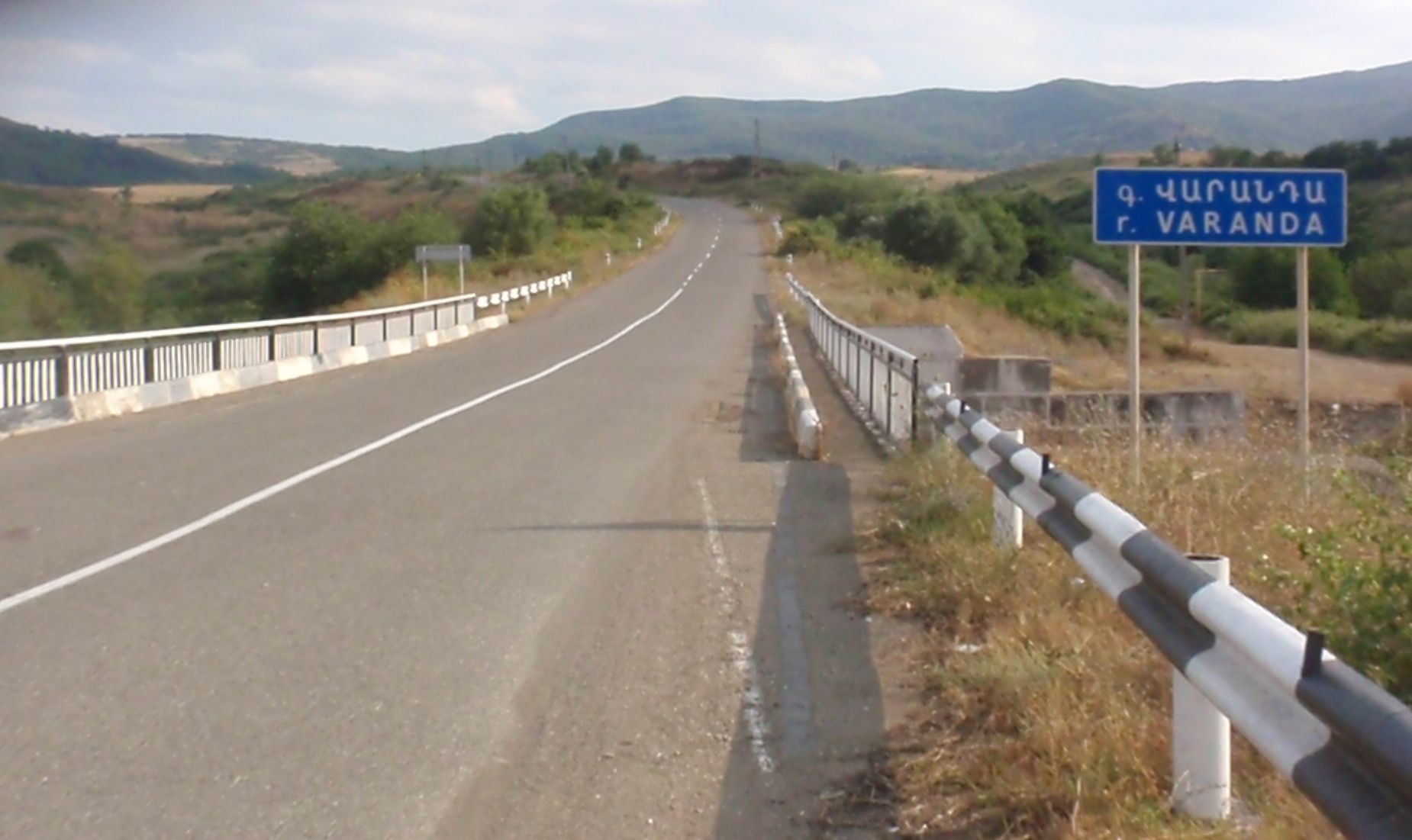
Arménská dopravní značka s nápisem „Varanda“
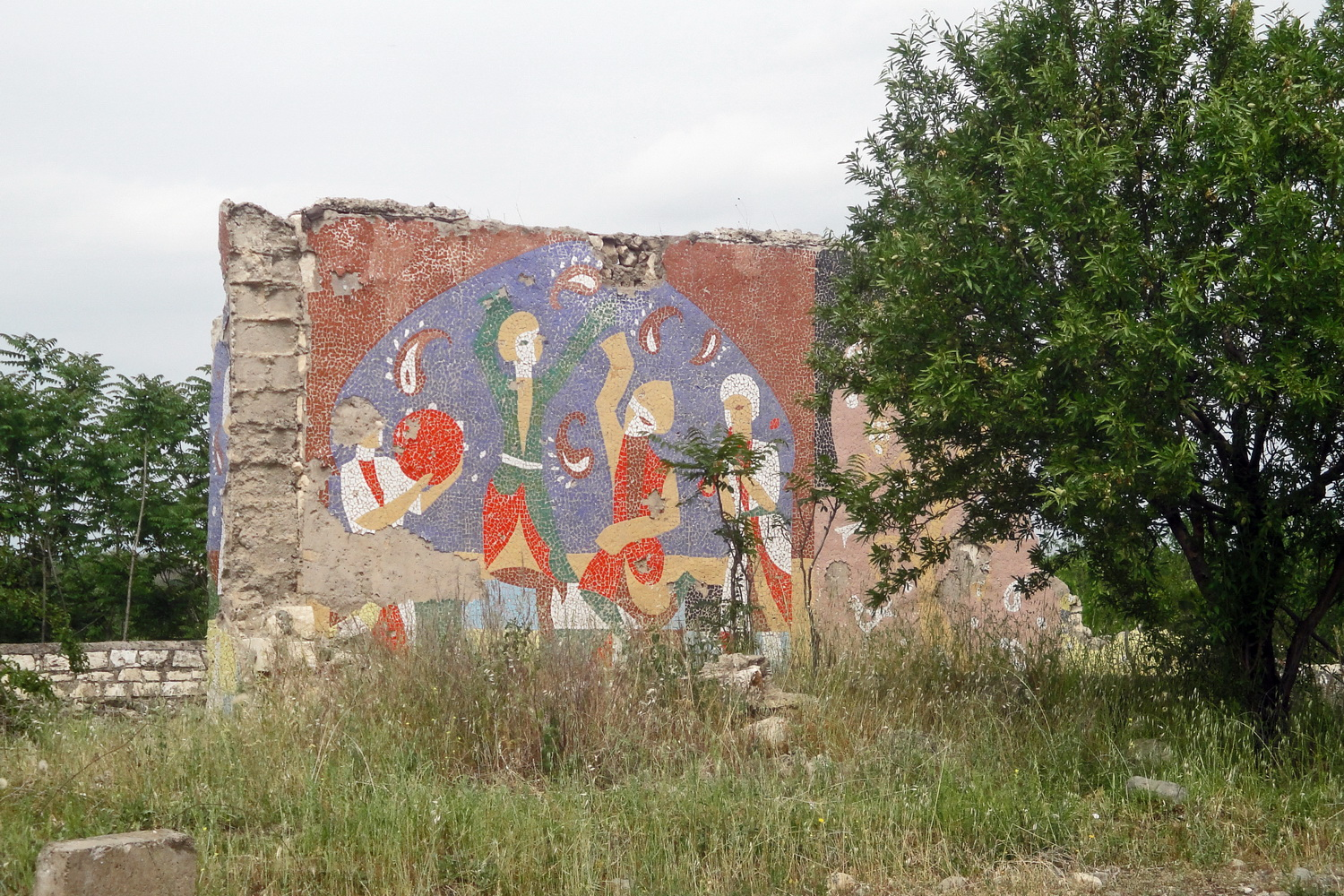
Autobusová zastávka ze sovětských dob
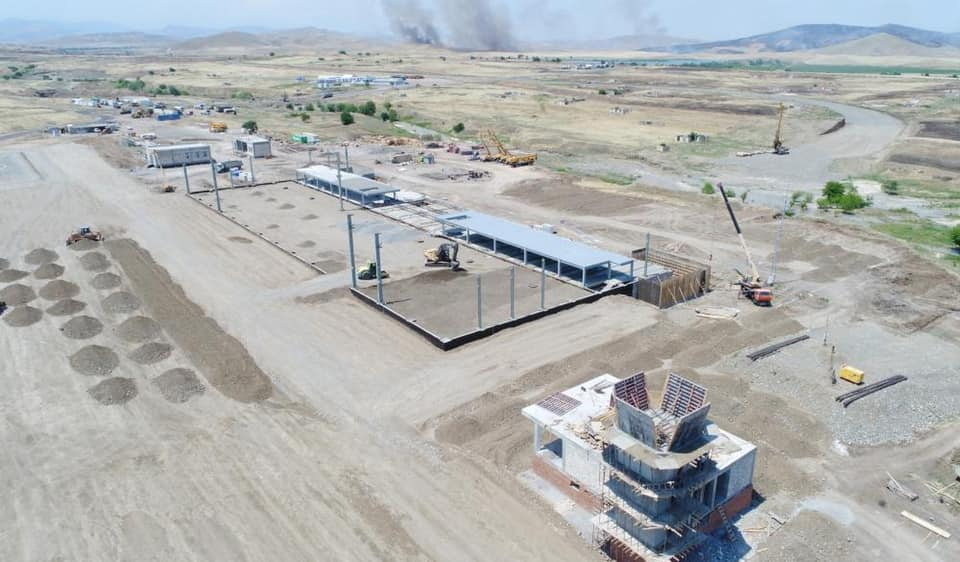
Výstavba mezinárodního letiště ve Fuzuli - květen 2021